# هادی نویره
هادی نویره (عربی: الهادي نويرة؛ زاده ۵ آوریل ۱۹۱۱ – درگذشته ۲۵ ژانویه ۱۹۹۳) یک سیاستمدار اهل تونس بود. وی از ۲ نوامبر ۱۹۷۰ تا ۲۳ آوریل ۱۹۸۰ نخست‌وزیر این کشور بود.
هادی نویره در ۲۵ ژانویه ۱۹۹۳، بعد از یک دوره طولانی بیماری در سن ۸۱ سالگی درگذشت.